# Maxim Olegowitsch Majorow
Maxim Olegowitsch Majorow (russisch Максим Олегович Майоров; englische Transkription: Maxim Olegovich Mayorov; * 26. März 1989 in Andijon, Usbekische SSR) ist ein ehemaliger usbekisch-russischer Eishockeyspieler, der im Verlauf seiner aktiven Karriere zwischen 2006 und 2021 unter anderem über 375 Spiele für Atlant Moskowskaja Oblast, den HK Dynamo Moskau, Salawat Julajew Ufa, HK Spartak Moskau und HK Traktor Tscheljabinsk in der Kontinentalen Hockey-Liga (KHL) auf der Position des rechten Flügelstürmers bestritten hat. Darüber hinaus absolvierte Majorow weitere 260 Partien in der American Hockey League (AHL) und stand zudem 22-mal für die Columbus Blue Jackets in der National Hockey League (NHL) auf dem Eis.

## Karriere
Maxim Majorow wurde in Andijon geboren, wuchs aber in Leninogorsk auf und besuchte dort die Eishockeyschule. Majorow begann seine Karriere in der Saison 2005/06 in der zweiten Mannschaft von Ak Bars Kasan, die in der dritten russischen Liga spielte. Zur Spielzeit 2006/07 wechselte er in die Wysschaja Liga, die zweithöchste russische Spielklasse, zu Neftjanik Leninogorsk. Dort erzielte er in 28 Spielen zehn Punkte, ehe er innerhalb der Liga zu Neftjanik Almetjewsk wechselte. In fünf Spielen konnte er zwei Punkte erzielen. Zudem lief er in vier Playoff-Partien auf. Im NHL Entry Draft 2007 wurde er in der vierten Runde an 94. Stelle von den Columbus Blue Jackets aus der National Hockey League (NHL) ausgewählt, wechselte aber vorerst zurück nach Kasan. Dort bestritt er in der Saison 2007/08 13 Partien in der Superliga und erzielte dabei ein Tor. 
Beim CHL Import Draft 2008 zogen ihn die Brandon Wheat Kings an insgesamt 33. Position. Sie kamen aber nicht zum Zuge, da Columbus nunmehr von seinen NHL-Rechten Gebrauch machte. Im Sommer 2008 brachten die Blue Jackets den 19-jährigen zur Unterschrift unter einem mit 1,8 Millionen US-Dollar dotierten Dreijahresvertrag mit Gültigkeit für die NHL und American Hockey League (AHL). Nachdem der Flügelstürmer die erste Hälfte der Spielzeit 2008/09 bei den Syracuse Crunch, Columbus’ Farmteam in der AHL, verbracht hatte, wurde er zum Jahresbeginn 2009 erstmals in den NHL-Kader berufen und gab sein Debüt.
Zwischen Beginn der Saison 2012/13 und Dezember 2014 spielte er für Atlant Moskowskaja Oblast in der Kontinentalen Hockey-Liga, ehe er gegen Zahlung einer finanziellen Kompensation an den HK Dynamo Moskau abgegeben wurde. Dort kam er bis Saisonende nicht über die Rolle eines Ergänzungsspielers hinaus und verließ den Verein anschließend. Am 9. November 2015 erhielt er einen Vertrag bis zum Ende der Saison 2015/16 bei Salawat Julajew Ufa. Nach fünf Jahren in Ufa wechselte er im Oktober 2020 zum HK Spartak Moskau. Bereits im Dezember des Jahres zog er weiter zum HK Traktor Tscheljabinsk, wo er im Sommer 2021 seine Karriere beendete.

### International
Majorow vertrat Russland im Rahmen der Super Series 2007, einer acht Spiele umfassenden Serie zwischen der kanadischen und russischen U20-Auswahl. Dabei verbuchte er in sieben Spielen zwei Torvorlagen und zwei Strafminuten. Bei Junioren-Weltmeisterschaften wurde der Stürmer nicht berücksichtigt.

## Karrierestatistik

### International
Vertrat Russland bei:
- Super Series 2007

(Legende zur Spielerstatistik: Sp oder GP = absolvierte Spiele; T oder G = erzielte Tore; V oder A = erzielte Assists; Pkt oder Pts = erzielte Scorerpunkte; SM oder PIM = erhaltene Strafminuten; +/− = Plus/Minus-Bilanz; PP = erzielte Überzahltore; SH = erzielte Unterzahltore; GW = erzielte Siegtore; 1 Play-downs/Relegation; Kursiv: Statistik nicht vollständig)